# Billy Rush
 (octobre 2015).
Si vous disposez d'ouvrages ou d'articles de référence ou si vous connaissez des sites web de qualité traitant du thème abordé ici, merci de compléter l'article en donnant les références utiles à sa vérifiabilité et en les liant à la section « Notes et références ».
Billy Rush, né le 26 août 1952 à Deal (New Jersey) aux États-Unis, est un musicien, guitariste et compositeur, producteur, arrangeur et ingénieur américain.

## Biographie
William Rush dit Billy Rush est né le 26 août 1952 à Deal dans le New Jersey. Il a, depuis 1964, composé pour de nombreux artistes et a joué de la guitare et composé, de 1975 à 1985 sur les albums de Southside Johnny & The Asbury Jukes. Il travaille aussi de 1984 à 1991 avec Serge Gainsbourg, Taka Boom (Yvonne Stevens) en 1985, Charlotte Gainsbourg en 1986, Bambou (Caroline Paulus) en 1986 et 1989.
Il vit en Floride à Fort Lauderdale.

## Carrière
Rush a composé pour Muddy Waters (1964-1997), John Hammond (1965), Bo Diddley (1968), Camel (1984), Serge Gainsbourg (1984 et 1987) Brian Kennedy (1990), Kolibri (1990), Boxcar (1990), Chris Walker (1991), Psychic TV (1994), Jerry Clower (1994), Debbie Davies (1994), Jimmy Hall (1996), Slo Leak (1996) Boukan Ginen (1997), David Michael Frank (2001), Chris Thomas King (2004), Jimi Hendrix (2005 - 2008), Lloyd Price (2006).

## Discographie
Compositeur
- Muddy Waters : Folk Singer (1964)
- John Hammond : So Many Roads (1965)
- Bo Diddley : Super Blues (1968)
- Muddy Waters : Live At Mr. Kelly's (1971)
- Muddy Waters : Muddy & the Wolf (1974)
- Camel : Pressure Points: Live In Concert (1984)
- Serge Gainsbourg : Love on the Beat (1984)
- Muddy Waters : Sings Big Bill Broonzy/Folk Singer (1986)
- Serge Gainsbourg : You're under arrest (1987)
- Boxcar : Vertigo (1990)
- Muddy Waters : The Chess Box (1990)
- Kolibri : Manera Povedenia [Manner of Behavior] (1990)
- Brian Kennedy : Great War of Words (1990)
- Various Artists : Player Presents Legends of Guitar: Electric Blues, Vol. 2 (1991)
- Muddy Waters : Muddy Waters [Bella Musica] (1991)
- Chris Walker : First Time (1991)
- Psychic TV : A Pagan Day (1994)
- Jerry Clower : Jerry Joins the Navy (1994)
- Various Artists : The Loving Time (1997)
- Muddy Waters : His Best, 1947 to 1955 (1997)
- Jimmy Hall : Rendezvous with the Blues (1996)
- David Michael Frank : The Mole Original Television Soundtrack (2001)
- Chris Thomas King : Along the Blues Highway (2004)
- Lloyd Price : Specialty Profiles (2006)

Guitariste
- Southside Johnny & the Asbury Jukes
  - I Don't Want To Go Home (1976)
  - Got To Get You Off My Mind (1976)
  - I Don't Want To Go Home - Single (1976)
  - Live 1976 at the Bottom Line (1976)
  - This Times It's For Real (1977)
  - Without Love (1977)
  - Love On The Wrong Side Of Town (1977)
  - The Fever (1977)
  - Havin' A Party / Little By Little (1977)
  - Little Girl So Fine (1977)
  - A Gift From Southside Johnny And The Asbury Jukes - 7", Single, Promo (1977)
  - Hearts of Stone(1978
  - Talk To Me (1978)
  - I Played The Fool (1978)
  - Trapped Again (1978)
  - Havin' a Party With Southside Johnny (1979)
  - The Best Of Southside Johnny & The Asbury Jukes (1992)
  - Super Hits (2001)
  - I Don't Want to Go Home/This Time It's for Real/Hearts of Stone (2004)
  - I Don't Want To Go Home/This Time It's For Real (2013)
  - Live 1977 at the Bottom Line NYC (2015)
  - The Fever—The Remastered Epic Recordings (2 CD) Original recording remastered (2017)
- One Step Up/Two Steps Back: The Songs of Bruce Springsteen (1997)

Guitare et chœurs
- Southside Johnny & the Asbury Jukes : All I Want is Everything Live 10/15/1984 At Washington DC Club Bayou (1992)
- Southside Johnny & the Asbury Jukes : Live 1978 in Boston (2008)

Guitare, composition, chœurs + chants
- Southside Johnny & the Asbury Jukes : The Jukes (1979)
- Southside Johnny & the Asbury Jukes : Jukebox (2006)
- Southside Johnny & The Asbury Jukes : Fever Anthology 1976 - 1991 (2008)

Guitare, Compositeur + Chœurs
- Southside Johnny & The Asbury Jukes : All I Want Is Everything - Todo Lo Que Quiero Es Todo (1979)
- Southside Johnny & The Asbury Jukes : I'm So Anxious (1979)
- Southside Johnny & the Asbury Jukes : Love is a Sacrifice (1980)
- Southside Johnny & The Asbury Jukes : On The Beach (1980)
- Southside Johnny & the Asbury Jukes : Reach up and Touch the Sky Live 1980 (1981)
- Southside Johnny & The Asbury Jukes : All I Want Is Everything - Reach up and Touch the Sky Live 1980 (1981)
- Southside Johnny & The Asbury Jukes : All I Want Is Everything / Restless Heart - Reach up and Touch the Sky Live 1980 (1981)
- Southside Johnny & The Asbury Jukes : Vertigo / All I Want Is Everything (7", Single) - Reach up and Touch the Sky Live 1980 (1981)
- Southside Johnny & the Asbury Jukes : Restless Heart (1998)
- Southside Johnny & the Asbury Jukes : All I Want Is Everything The Best of Southside Johnny & the Asbury Jukes (1993)
- Southside Johnny & the Asbury Jukes : Playlist The Very Best of Southside Johnny & the Asbury Jukes (2013)

Guitare et Composition
- Southside Johnny & The Jukes : Trash it Up (1983)
- Southside Johnny & The Jukes : Trash it Up Remix (1983)
- Southside Johnny & The Jukes : Trash it Up - Single (1983)
- Southside Johnny & The Jukes : Get Up Your Body On The Job Remix 45 Tour Lp (1983)
- Southside Johnny & The Jukes : Get Your Body On The Job / Slow Burn (1983)
- Southside Johnny & The Jukes : Walk Away Renée / Can't Stop Thinking Of You (1986)

Divers instruments et compositeur
- Southside Johnny & The Jukes : In the Heat (1984)
- Southside Johnny & The Jukes : In The Heat - 45 Tour Lp, Love Is The Drug 1, version Remixé, Captured 3 Versions, version Remixé & New Romeo 2, version Remixé (1984)
- Southside Johnny & The Jukes : New Romeo, single (1984)
- Southside Johnny & The Jukes : Love Is The Drug (1984)
- Southside Johnny & The Jukes : Captured (1984)
- Various Artistes : Sound Of The Years (1985)
- Southside Johnny & The Asbury Jukes : Missing Pieces (2004)

Divers instrument
- Serge Gainsbourg : Love on the Beat (1984)
  - Love On The Beat, Long Box Version 45 Tour Pour Jukebox 2 Version Remixé de Love On The Beat (1984
  - Love On The Beat (Single 7) 45 tour (1984)
  - Collection (1984)
  - No Comment Version Courte et Version Extended (1985)
- Bambou : Lulu (1986)
  - Bambou : Made In China (1989)
  - Bambou : Hey Mister Zippo (1989)
  - Bambou : Nuits De Chine (1989)

Producteur
- People (8) : Talk To Me (1985)
- Serge Gainsbourg : Classe X (1998)
- Jimi Hendrix : Live at Woodstock DVD (2005)

Voix
- Liddle Rush and Thrall : Law (2002)
- Liddle Rush and Thrall : Rock The Nation III (2003)

## Filmographie
- Southside Johnny & the Asbury Jukes  : Having A Party (1992), VHS Live 1984 Concert filmé au Bayou Club à Washington DC
- Serge Gainsbourg : De Serge Gainsbourg & Gainsbarre (2001), DVD, guitare, programmation de tambours, basse et direction
  - Gainsbourg…* - Casino De Paris - Le Zénith - Live 1986 - 1989, 2 x DVD (2002), direction musicale et guitare
- Southside Johnny & the Asbury Jukes : Live 1979 at Rockpalast From Germany (2004), DVD, guitare rythmique et chœur.
- Serge Gainsbourg : D'autres Nouvelles des Étoiles (1958 - 1986) (2005), DVD, direction musicale, guitare, programmation de tambours et basse
  - Gainsbourg... Casino de Paris Live 1986 (2006), DVD, direction musicale, réalisation et guitare.
  - Gainsbourg... Le Zénith Live 1989 (2008), DVD, direction musicale, réalisation et guitare.